# Eupithecia jefrenata
Eupithecia jefrenata es una especie de polilla de la familia Geometridae. La especie fue descrita por primera vez por Eduard Schütze, habiendo sido descrita en 1959, con distribución en Libia. El holotipo de la especie fue descrita cerca de la ciudad de Yefren, también escrita Jefren, de ahí el nombre de la especie, ubicada el noroeste del país, a unos 100 kilómetros (62,1 mi) de Trípoli.